# 1762
1762 (MDCCLXII) byl rok, který dle gregoriánského kalendáře započal pátkem.

## Události
- 5. ledna – Po 21 letech vlády zemřela ruská carevna Alžběta Petrovna a na trůn nastoupil její synovec Petr III., zakladatel dynastie Holstein‑Gottorp‑Romanov.
- 5. května – Rusko a Prusko uzavřely v Petrohradu mír.
- 28. června – Car Petr III. byl při státním převratu zatčen a uvězněn.
- 1. července – V Habsburské monarchii byly dány do oběhu první papírové peníze, tzv. bankocetle (Bancozettel).
- 17. července – Zemřel ruský car Petr III. a na trůn nastoupila jeho manželka Kateřina II. Veliká.
- 16. srpna – Pruská armáda zvítězila nad rakouskou v bitvě u Reichenbachu (dnes Dzierżoniów).
- 29. října – V bitvě u Freibergu, poslední bitvě Sedmileté války, zvítězila pruská armáda nad armádou Svaté říše římské.

### Probíhající události
- 1754–1763 – Francouzsko-indiánská válka
- 1756–1763 – Sedmiletá válka

## Vědy a umění
- 1. ledna – Francouzský hipolog Claude Bourgelat založil v Lyonu první veterinární školu.
- Byla vydána práce nizozemského matematika a fyzika Pietera van Musschenbroeka Introduction a la Philosophie naturelle, ve které popisal meteorický roj Perseidy jako každoročně se opakující událost.
- Francouzský filozof Jean-Jacques Rousseau vydal pojednání Emil aneb O výchově.
- V Římě byla postavena Fontána di Trevi.

## Narození

### Česko
- 16. dubna – Ignác Václav Rafael, hudební skladatel († 23. dubna 1799)
- 24. června – Jan Pavel Veselý, houslista a hudební skladatel žijící v zahraničí († 1. června 1810)

### Svět

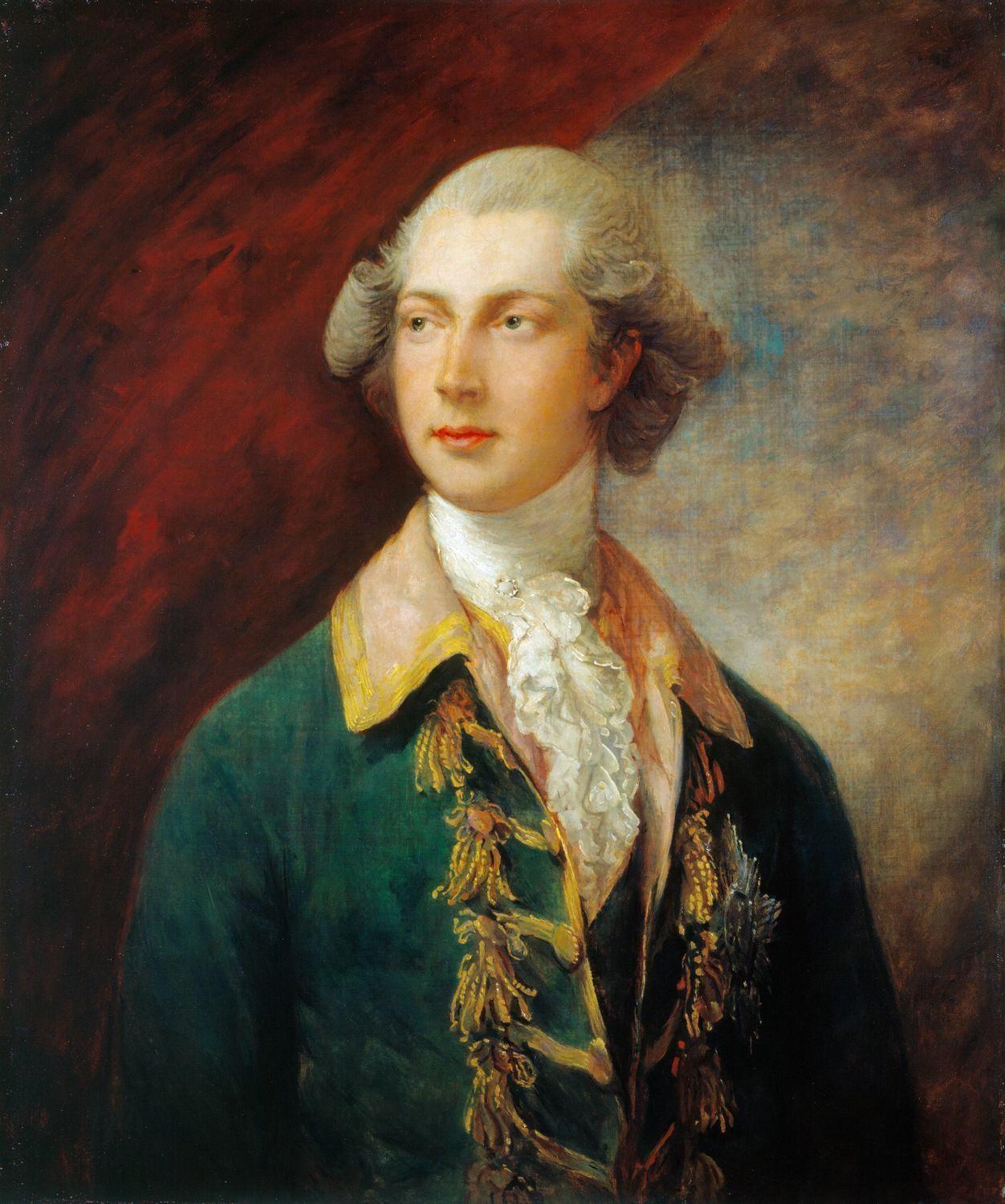
Jiří IV. (* 12. srpna)

- 5. ledna – Constanze Mozartová, manželka W. A. Mozarta († 6. března 1842)
- 20. března – Marie Terezie Habsbursko-Lotrinská, dcera císaře Josefa II. († 23. ledna 1770)
- 14. dubna – Giuseppe Valadier, italský architekt, urbanista, archeolog a zlatotepec († 1. února 1839)
- 29. dubna – Jean-Baptiste Jourdan, francouzský generál († 23. listopadu 1833)
- 19. května – Johann Gottlieb Fichte, německý filosof († 27. ledna 1814)
- 9. června – Luigi Cagnola, italský architekt († 14. srpna 1833)
- 12. srpna – Jiří IV., britský král († 26. června 1830)
- 24. září
  - Chatam Sofer, židovský učenec, bratislavský rabín († 3. října 1839)
  - William Lisle Bowles, anglický básník a kritik († 7. dubna 1850)
- 3. října – Anton Bernolák, slovenský filolog, kodifikátor spisovné slovenštiny († 15. ledna 1813)
- 30. října – André Chénier, francouzský básník († 25. července 1794)
- 1. listopadu – Spencer Perceval, britský státník († 11. května 1812)
- 3. listopadu – Karađorđe Petrović, srbský bojovník proti Turkům († 24. července 1817)
- 20. listopadu – Pierre André Latreille, francouzský entomolog († 6. února 1833)

## Úmrtí

### Česko
- 20. dubna – Jan Václav Regner z Kličína, generální vikář litoměřické diecéze (* 14. června 1692)
- 27. dubna – Jan Josef Brixi, hudební skladatel a varhaník (* 19. května 1719)
- 5. července – Josef František Fortin, stavitel knížecího dvora v Českém Krumlově (* 19. února 1727)

### Svět

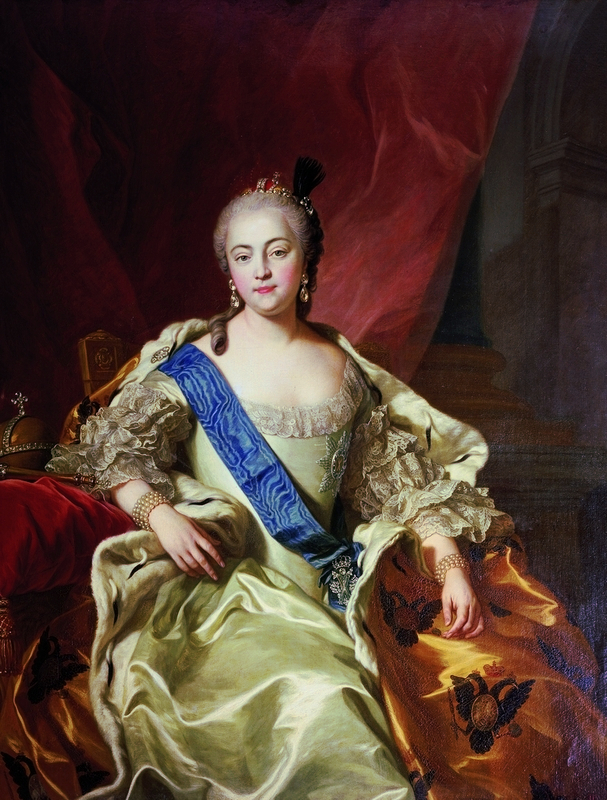
Alžběta Petrovna († 5. ledna)

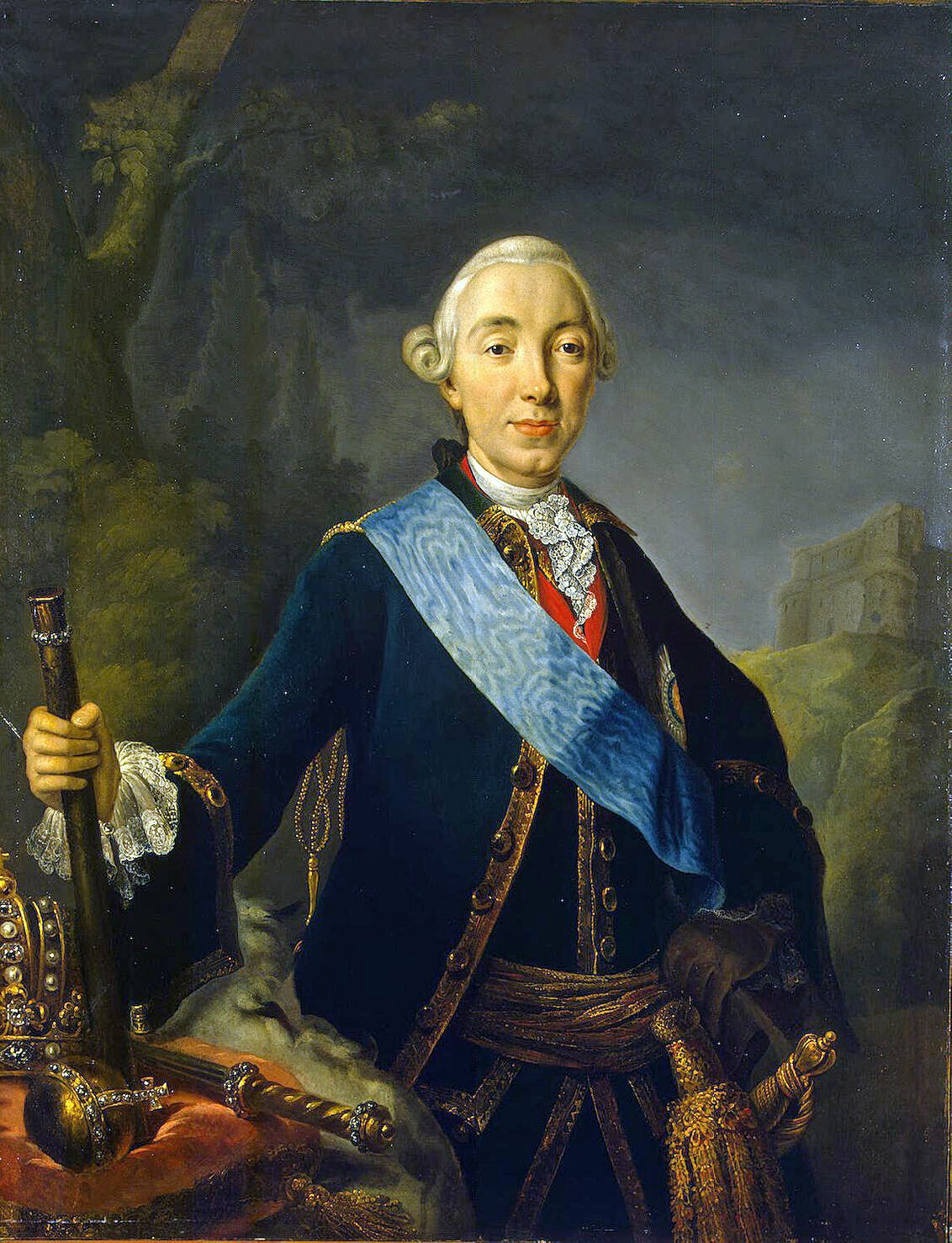
Petr III. († 17. července)

- 5. ledna – Alžběta Petrovna, ruská carevna (* 29. prosince 1709)
- 20. února – Tobias Mayer, německý astronom, autor map Měsíce (* 17. února 1723)
- 6. března – Antonie Amálie Brunšvicko-Wolfenbüttelská, brunšvicko-wolfenbüttelská princezna a vévodkyně (* 22. dubna 1696)
- 13. března – Johann Schmidl, jezuitský historik (* 22. prosince 1693)
- 21. března – Nicolas-Louis de Lacaille, francouzský astronom (* 15. března 1713)
- 30. března
  - Vincenzo Legrenzio Ciampi, italský hudební skladatel (* 2. dubna 1719)
  - Johann Georg Bergmüller, bavorský výtvarník (* 15. dubna 1688)
- 21. května – Alexandr Josef Sułkowski, polský šlechtic, říšský kníže (*15. března 1695)
- 27. května – Alexander Gottlieb Baumgarten, německý osvícenský filosof (* 17. července 1714)
- 3. června – Johann Baptist von Thurn und Taxis, německý říšský hrabě (* 20. srpna 1706)
- 16. června – Anna Rusellová, vévodkyně z Bedfordu, britská šlechtična (* 1705)
- 10. července – Johann Adam Steinmetz, evangelický teolog (* 24. září 1689)
- 13. července – James Bradley, anglický astronom (* březen 1693)
- 17. července – Petr III., ruský car (* 21. února 1728)
- 20. července – Paul Troger, rakouský malíř (* 30. října 1698)
- 21. srpna – Mary Wortley Montagu, anglická spisovatelka (* 26. května 1689)
- 17. září – Francesco Geminiani, italský hudební skladatel, houslista a teoretik hudby (* 5. prosince 1687)
- 6. října – Francesco Onofrio Manfredini, italský houslista a hudební skladatel (* 22. června 1684)
- 15. prosince – Vito Maria Amico, italský historik a politik (* 15. února 1697)
- 23. prosince – Johanna Gabriela Habsbursko-Lotrinská, dcera Marie Terezie (* 4. února 1750)
- neznámé datum – Amandus Ivančič, rakouský skladatel (* 24. prosince 1727)

## Hlavy států
- Francie – Ludvík XV. (1715–1774)

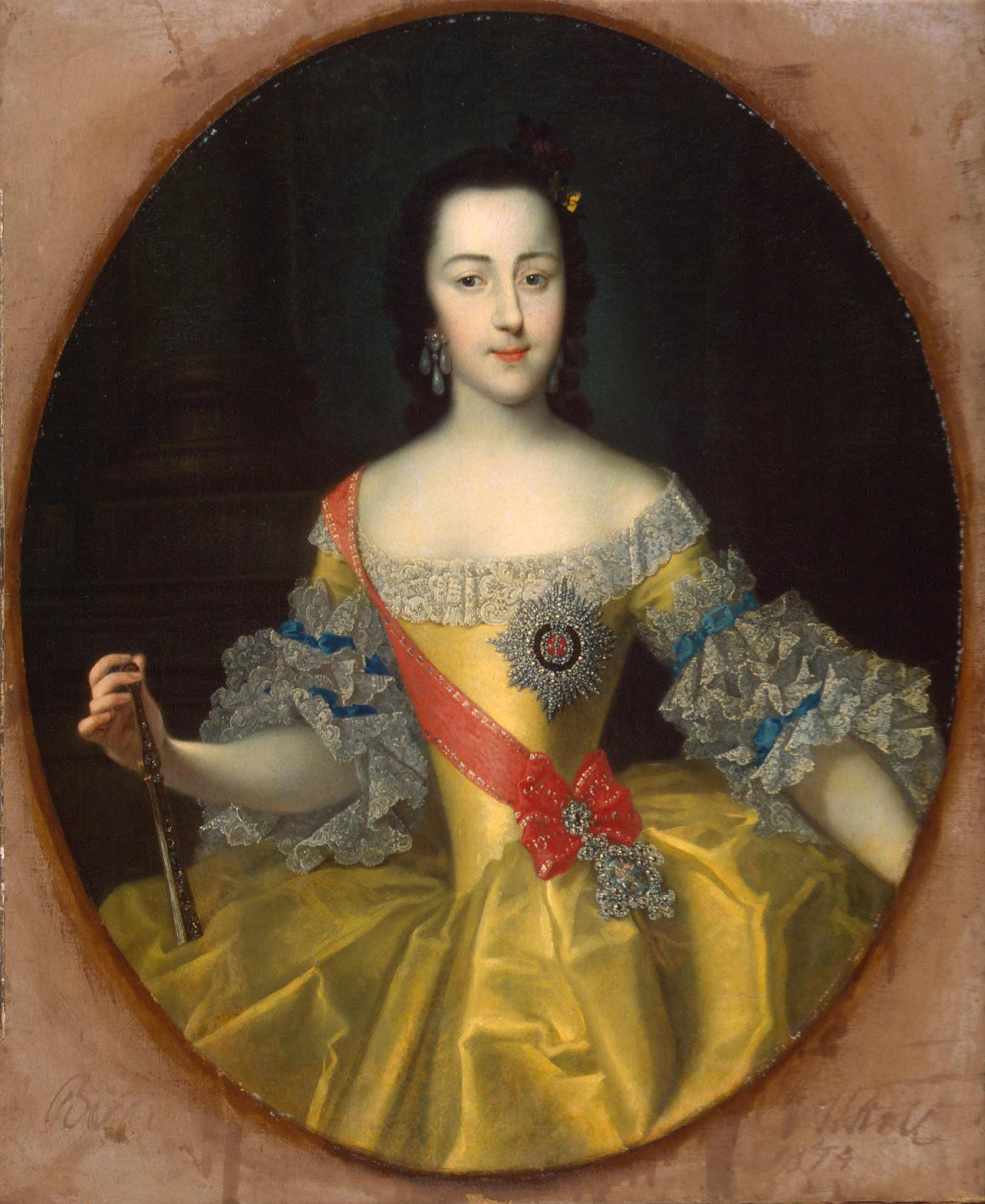
Ruskou carevnou se stala Kateřina II. Veliká

- Habsburská monarchie – Marie Terezie (1740–1780)
- Osmanská říše – Mustafa III. (1757–1774)
- Polsko – August III. (1734–1763)
- Prusko – Fridrich II. (1740–1786)
- Rusko – Alžběta Petrovna (1741–1762) / Petr III. (1762) / Kateřina II. Veliká (1762–1796)
- Španělsko – Karel III. (1759–1788)
- Švédsko – Adolf I. Fridrich (1751–1771)
- Velká Británie – Jiří III. (1760–1820)
- Svatá říše římská – František I. Štěpán Lotrinský (1745–1765)
- Papež – Klement XIII. (1758–1769)
- Japonsko – Momozono (1747–1762) / Go-Sakuramači (1762–1771)